# Crossotus katbeh
Crossotus katbeh là một loài bọ cánh cứng trong họ Cerambycidae.